# Ronde van Polen 1992
De Ronde van Polen 1992 (Pools: Wyścig Dookoła Polski 1992) werd verreden van zaterdag 29 augustus tot en met zondag 6 september in Polen. Het was de 49ste editie van de rittenkoers, die in 2005 deel ging uitmaken van de UCI Europe Tour (categorie 2.1). De ronde telde acht etappes, die werd voorafgegaan door een proloog. Titelverdediger was de Pool Dariusz Baranowski, die zijn titel wist te prolongeren en de ronde voor de tweede keer op rij won.

## Eindklassementen
| Plaats    | Naam                | Ploeg | Tijd      |
| --------- | ------------------- | ----- | --------- |
| Gele trui | Dariusz Baranowski  |       | 29u11'05" |
| 2         | Raimondas Rumšas    |       | +00' 09"  |
| 3         | Igor Pastaukhovich  |       | +01' 40"  |
| 4         | Grzegorz Piwowarski |       | +01' 44"  |
| 5         | Piotr Korab         |       | +03' 05"  |
| 6         | Oleg Galkin         |       | +03' 31"  |
| 7         | Mariusz Bilewski    |       | +04' 37"  |
| 8         | Piotr Wadecki       |       | +05' 04"  |
| 9         | Kestutis Stakenas   |       | +05' 49"  |
| 10        | Aleksander Szarapov |       | +06' 31"  |

| Plaats     | Naam               | Ploeg | Punten |
| ---------- | ------------------ | ----- | ------ |
| Witte trui | Igor Pastaukhovich |       | 37     |
| 2          | Krystian Zajdel    |       | 33     |
| 3          | Dariusz Baranowski |       | 32     |

| Plaats      | Naam               | Ploeg | Punten |
| ----------- | ------------------ | ----- | ------ |
| Paarse trui | Dariusz Baranowski |       | 29     |
| 2           | Raimondas Rumšas   |       | 27     |
| 3           | Radosław Romanik   |       | 13     |

| Plaats    | Naam            | Ploeg | Punten |
| --------- | --------------- | ----- | ------ |
| Rode trui | Krystian Zajdel |       | 31     |
| 2         | Saulius Beneta  |       | 20     |
| 3         | Igor Patenko    |       | 12     |

| Plaats | Ploeg       | Tijd      |
| ------ | ----------- | --------- |
|        | Letland     | 87u45'51" |
| 2      | Wit-Rusland | + 10' 30" |
| 3      | Oekraïne    | + 17' 17" |

Mannen: 1928 · 
1929 · 
1930-1932 · 
1933 · 
1934-1936 · 
1937 · 
1938 · 
1939 · 
1940-1946 · 
1947 · 
1948 · 
1949 · 
1950-1951 · 
1952 · 
1953 · 
1954 · 
1955 · 
1956 · 
1957 · 
1958 · 
1959 · 
1960 · 
1961 · 
1962 · 
1963 · 
1964 · 
1965 · 
1966 · 
1967 · 
1968 · 
1969 · 
1970 · 
1971 · 
1972 · 
1973 · 
1974 · 
1975 · 
1976 · 
1977 · 
1978 · 
1979 · 
1980 · 
1981 · 
1982 · 
1983 · 
1984 · 
1985 · 
1986 · 
1987 · 
1988 · 
1989 · 
1990 · 
1991 · 
1992 · 
1993 · 
1994 · 
1995 · 
1996 · 
1997 · 
1998 · 
1999 · 
2000 · 
2001 · 
2002 · 
2003 · 
2004 · 
2005 · 
2006 · 
2007 · 
2008 · 
2009 ·
2010 ·
2011 ·
2012 ·
2013 ·
2014 ·
2015 ·
2016 ·
2017 ·
2018 ·
2019 ·
2020 · 2021 · 2022 · 2023 · 2024
Vrouwen: 1998 · 1999 · 2000 · 2001 · 2002 · 2003 · 2004 · 2005 · 2006 · 2007 · 2008 · 2009-2015 · 2016 · 2017-2023 · 2024 · 2025